# Pentasachme
Pentasachme es un género de fanerógamas de la familia Apocynaceae. Contiene cuatro especies dudosas y solo una es aceptada. Es originario de Asia encontrándose en Bangladés, Bután, China, India, Malasia, Nepal, Tailandia.

## Descripción
Son hierbas erectas o postradas que alcanzan los 10-70 cm de altura, poco ramificadas, con el látex de color, con raíces fibrosas.  Brotes glabros o escasamente pubescentes. Las hojas pecioladas o subsésiles, de propagación horizontal o ligeramente ascendentes; herbáceas de 6-13 cm de largo y 0.5-4 cm de ancho, lineales, elípticas, lanceoladas u ovaladas, basalmente cuneadas, wl ápice acuminado, ligeramente diferenciado adaxial como abaxialmente glabras o escasamente pubescentes, con tricomas suaves.
Las inflorescencias son extra-axilares con 1-5-flores, con 1-3 flores abiertas de forma simultánea, simples,  pedunculadas o subsésiles, los pedúnculos más cortos que los pedicelos; pedicelos glabros; las brácteas caducas. 

## Taxonomía
El género fue descrito por George Don y publicado en A General History of the Dichlamydeous Plants 4: 159. 1837.

## Especies
especie aceptada
Pentasachme caudatum
Especies dudosas
- Pentasachme brachyantha Hand.-Mazz.
- Pentasachme esquirolii H.Lév.
- Pentasachme pulcherrima Grierson & D.G.Long
- Pentasachme shanense R.W.MacGregor & W.W.Sm.